# 花巻五郎
花巻 五郎（はなまき ごろう、1941年（昭和16年）12月4日 - ）は、日本の俳優。本名は、加藤 富男（かとう とみお）。
愛知県出身。身長142cm、体重47kg。

## 来歴・人物
東京小劇場出身。テレビの特撮ドラマなど、複数の作品にレギュラーの実績があり、多くは悪役を演じるが、どこか憎めないキャラクターが多い。1972年の『ワイルド7（実写版）』では、主役メンバーの一人・チャーシュウ役を演じた。ケロヨンなどを演じた、ぬいぐるみ俳優でもある。
趣味・特技は名古屋弁、演歌。近年の俳優活動等は確認されていない。

## 出演

### テレビドラマ
- 江戸川乱歩シリーズ 明智小五郎 第13話「一寸法師」（1970年、東京12ch） - 一寸法師
- 仮面ライダーシリーズ（MBS）
  - 仮面ライダー 第45話「怪人ナメクジラのガス爆発作戦」（1971年） - コソ泥・鉄
  - 仮面ライダーV3 第11話「悪魔の爪がV3をねらう!!」、第12話「純子が怪人の花嫁に!?」（1973年） - 犬神博士
- 一心太助（1971年 - 1972年、CX） - 磯八
- 好き! すき!! 魔女先生 第21話「呪いの金貨」（1972年、ABC） - 老婆（クモンデスの変身） [注釈 1]
- 超人バロム・1 第2話「呪いの怪人フランケルゲ」 -　第11話「毒ガス魔人ゲジゲルゲ」（1972年、YTV） - ミスタードルゲの召使
- 変身忍者 嵐 第20話「みな殺し! 忍者大決戦」（1972年、MBS） - 伊賀忍者・小猿
- ワイルド7（1972年 - 1973年、NTV） - チャーシュウ
- ファイヤーマン 第21話「殺しの使者デコンとボコン」（1973年、NTV） - ボコン
- どっこい大作 第30話「男一匹こなごなだ!!」（1973年、NET） - 桜田の店員
- 荒野の用心棒 第9話「女豹は黄金の嵐を呼んで…」（1973年、NET）
- クレクレタコラ（1973年、フジテレビ） - タコラ[2]
- 旗本退屈男 第14話「人情初雪小路」（1974年、NET）
- 水滸伝 第21話「巨星、荒野に墜つ」（1974年、NTV） - 棋遷
- 太陽にほえろ! 第110話「走れ! 猟犬」（1974年、NTV） - サンドイッチマン
- 右門捕物帖 第42話「果てしなき欲望」（1975年、NET）
- がんばれ!!ロボコン 第21話「ムンギャ! おいら修行に出るぞ!!」（1975年、NET） - ビル解体工事の作業員
- 破れ傘刀舟 悪人狩り 第11話「鉄火花怨み節」（1974年、NET）
- コンドールマン（1975年、NET） - マッドサイエンダー
- 伝七捕物帳 第81話「罠を斬った包丁」（1975年、NTV）
- 燃える捜査網 第6話「十番目の黒い影」（1975年、NET）
- 少年探偵団 第23話「青い縄文土器の秘密」（1976年、NTV） - 日下熊三
- 円盤戦争バンキッド 第22話「ママの魔女にご用心!」（1977年、NTV） - ピエロン
- 小さなスーパーマン ガンバロン（1977年、NTV） - ワルベエ
- 大鉄人17 第17話「咲けよ!! 友情の紅い花」（1977年、MBS） - レッドマフラー隊々員
- 特捜最前線 第129話「非情の街・ピエロと呼ばれた男!」（1979年、ANB）
- 日本巌窟王 第9回「復讐の恨み花」（1979年、NHK総合）
- バトルフィーバーJ 第49話「2年5組の反乱軍」（1980年、ANB） - 男（カットマン）
- 西部警察 第73話「連続射殺魔」（1981年、ANB） - 谷刑事の情報屋
- Gメン'75 第344話「真夜中の眼」（1982年、TBS）−靴屋
- 文吾捕物帳 19話「犯された女の復讐」（1982年、ANB）
- 同心暁蘭之介 第39話「黒い罠」（1982年、CX）
- 早春スケッチブック 第4話（1983年、CX）
- 星雲仮面マシンマン 第23話「おもしろおかし銃」（1984年、NTV） - 手作りオモチャ売りの男
- ドラマ人間模様 / 花へんろ・風の昭和日記 第二章（1986年、NHK総合）

### 映画
- ケロヨンの大自動車レース（1968年、木馬座） - ネズミ（スーツアクター）
- 喜劇 いじわる大障害（1971年、日活）
- 青春の門（1975年、東宝） - サンドイッチマン
- 俺の空（1977年、東宝）